# بلیاچی
بلیاچی (به لاتین: Belyachy) یک منطقهٔ مسکونی در روسیه است که در استان آستراخان واقع شده‌است.